# Companhia Geral de Navegação sobre o Lago Lemano
A Companhia Geral de Navegação sobre o Lago Lemano (CGN) — Compagnie générale de navigation sur le Lac Léman — tem a concessão da navegação no Lago Lemano, servindo tanto o lado suíço como o francês. Como  característica principal, o facto de uma grande parte da frota ser constituída por barcos da Belle Époque a roda de água, em utilização diária.

## Uma lenda

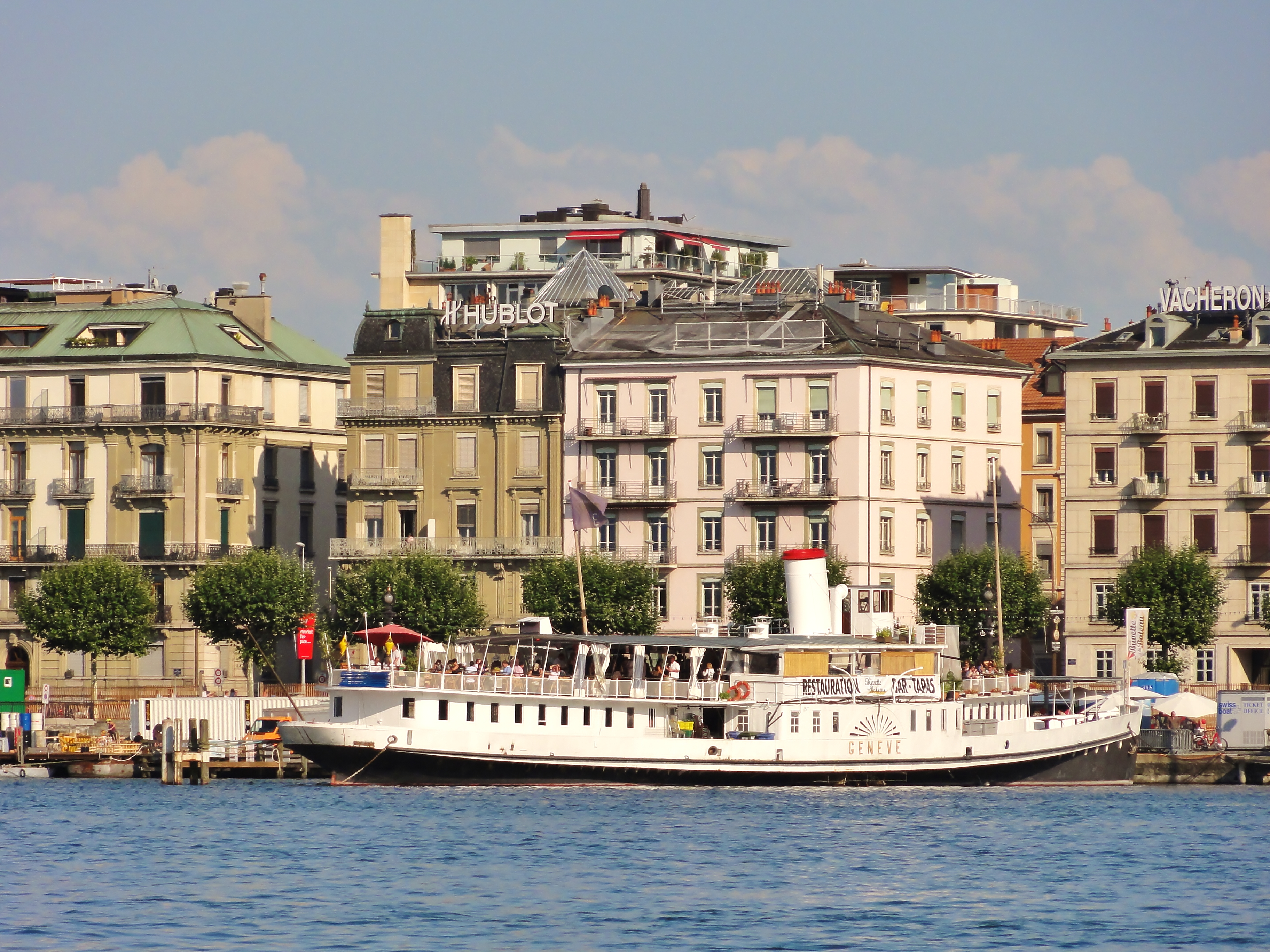
O vapor Genève, ultima viagem da imperatriz Sissi.

Figura legendária do património lemânico (do Lago Lemano), a companhia foi fundada em 1873, graças à iniciativa de Edward Church, cônsul dos Estados Unidos da América em França e grande promotor da navegação a vapor através a Europa. O primeiro barco é lançado à água com o nome de Guilherme Tell. Cerca de 50 anos mais tarde, em 1873, a CGN nasce da fusão de três sociedades, tanto francesas como suíças, que se dividiam o serviço naval no lago, com um total de 80 barcos.
Depois da encomenda de dois barcos de luxo, com resultados mitigados em razão dos testes medíocres que forneciam, a companhia encomenda encomenda a um construtor de Winterthour um barco com capacidade para 1'000 passageiros que deseja meter em serviço para a Exposição Nacional Suíça que se deve organizar em Genebra em 1896. É logicamente baptizado "Genebra" e sela uma longa colaboração com o construtor.

## La Belle Époque
Verdadeira apoteose relativamente à frequência de turistas, e um dos períodos mais fastos para as finanças da companhia. Uma nova encomenda, o "Lausana" (1900), é o primeiro de uma longa série a roda de água e a cadência acelera-se com a média de uma inauguração cada 18 meses.

## As guerras
No fim da Belle Époque, em Agosto de 1914, são imobilizadas várias unidades e seis antigas glórias do lago serão destruídas para recuperar o metal. Período laborioso devido ao facto da companhia não poder aumentar os preços e se encontrar unicamente com grandes e luxuosa unidades não adaptada às necessidade da época. As ajudas financeiras, entre as duas guerras, não são suficientes para cobrir as despesas e a companhia prevê cessar a exploração.
Três unidades ainda alimentadas a carvão são imobilizadas durante a Segunda Guerra Mundial pelo grande consumo de carvão que exigem. Para diminuir as despesas e rentabilizar os navios, substitui-se as caldeiras a vapor por motores Diesel na oficinas da companhia em Ouchy, Lausana. O  "Genève" é o primeiro sucesso de uma série de transformações na companhia e mesmo uma primeira mundial, que será largamente utilizada por outras empresas.

## Os anos 1950
Com pretexto de "adaptação técnica" a companhia consegue ajudas financeira federais e cantonais, substituindo as máquinas a vapor por instalações electromecânicas. Embora os turistas escasseiem, o afecto dos nacionais pelos passeios de barco continua grande.

## Hoje
Uma das poucas companhias a manterem em serviço diário barcos da Belle Époque, a CGN continua a ser uma das atracções do Lago Lemano, mas paralelamente e para satisfazer as exigências actuais, foram postos recentemente em serviço vedetas rápidas — "Navibus" — para o transporte de passageiros que residem em França e trabalham em Genebra.

## Galeria

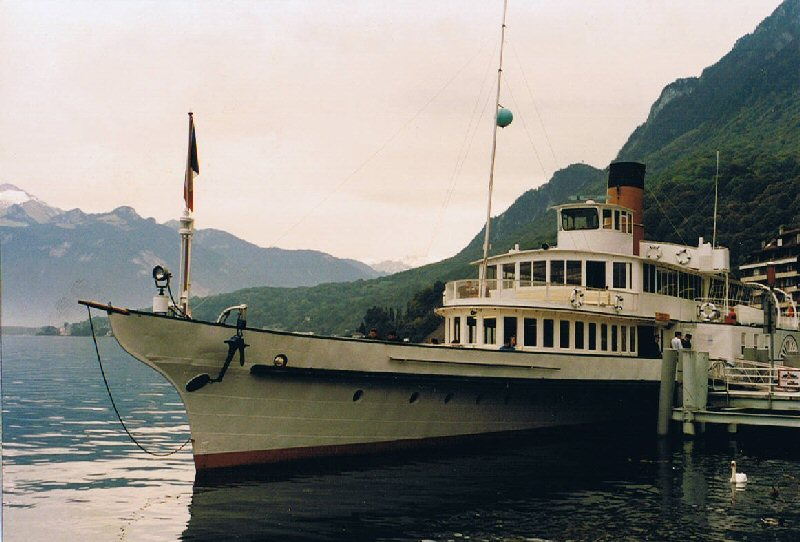
"Vevey" em St-Gingolph.
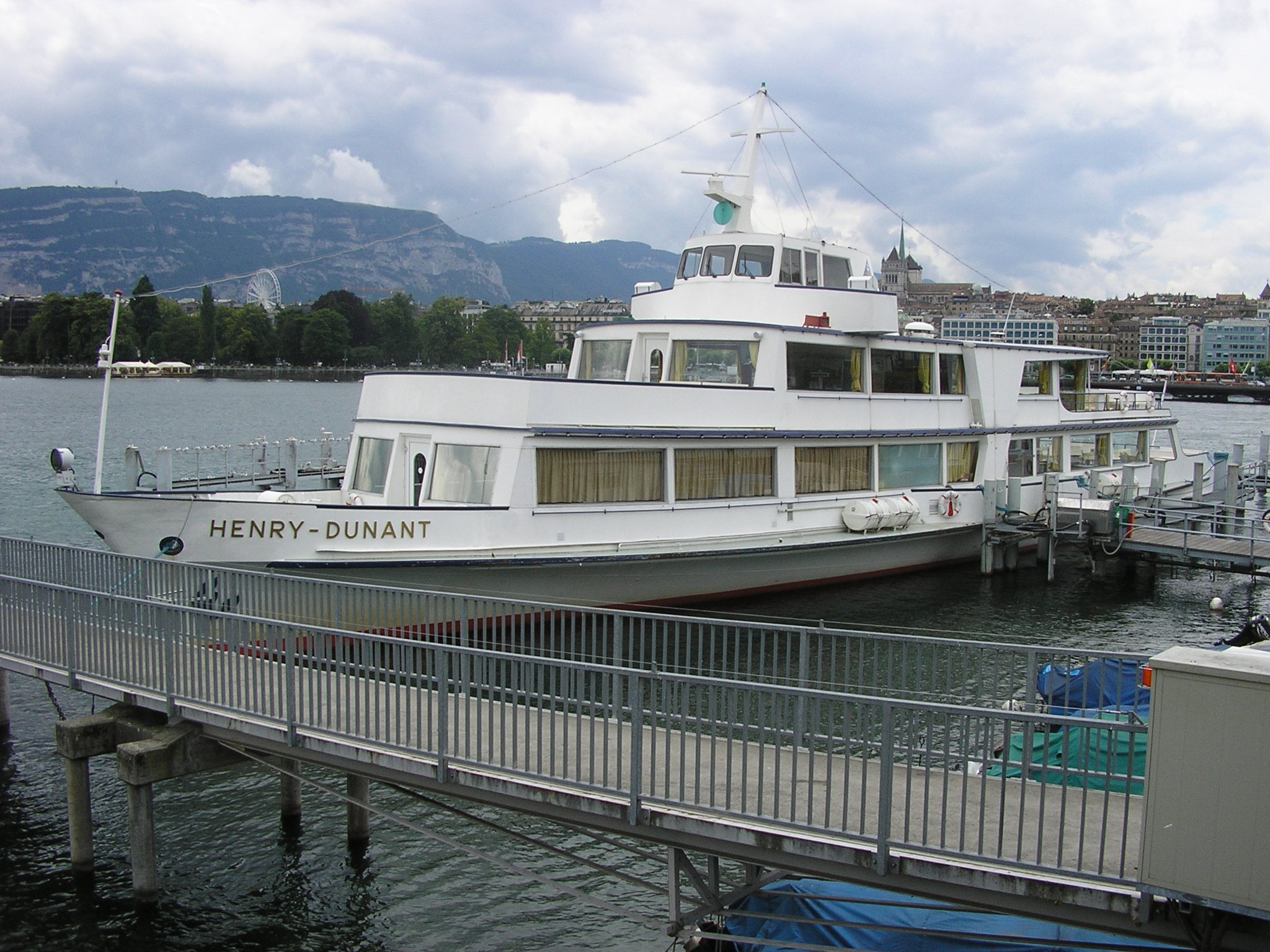
"Henry-Dunant" em Genebra
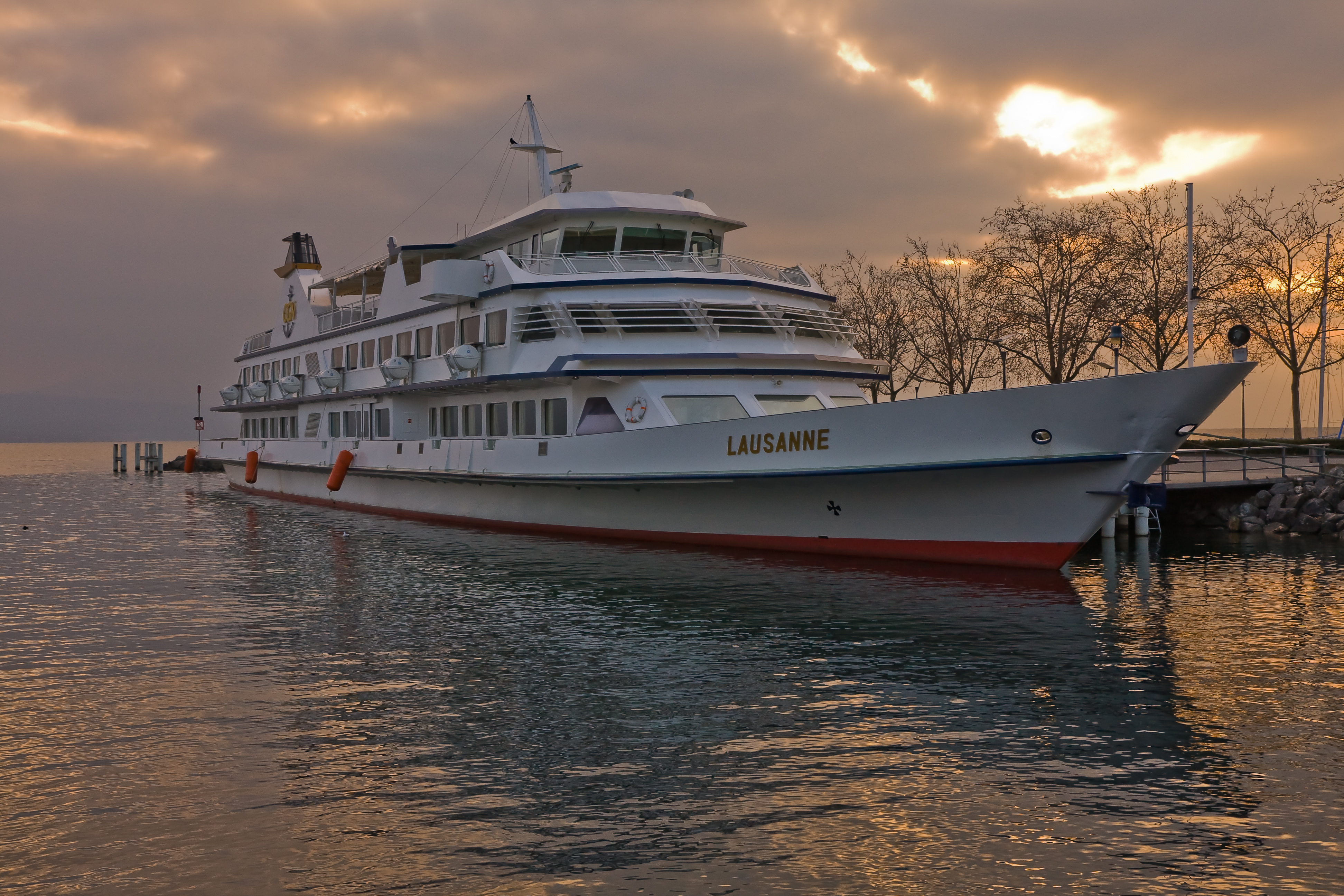
"Lausanne" em Ouchy, Lausana
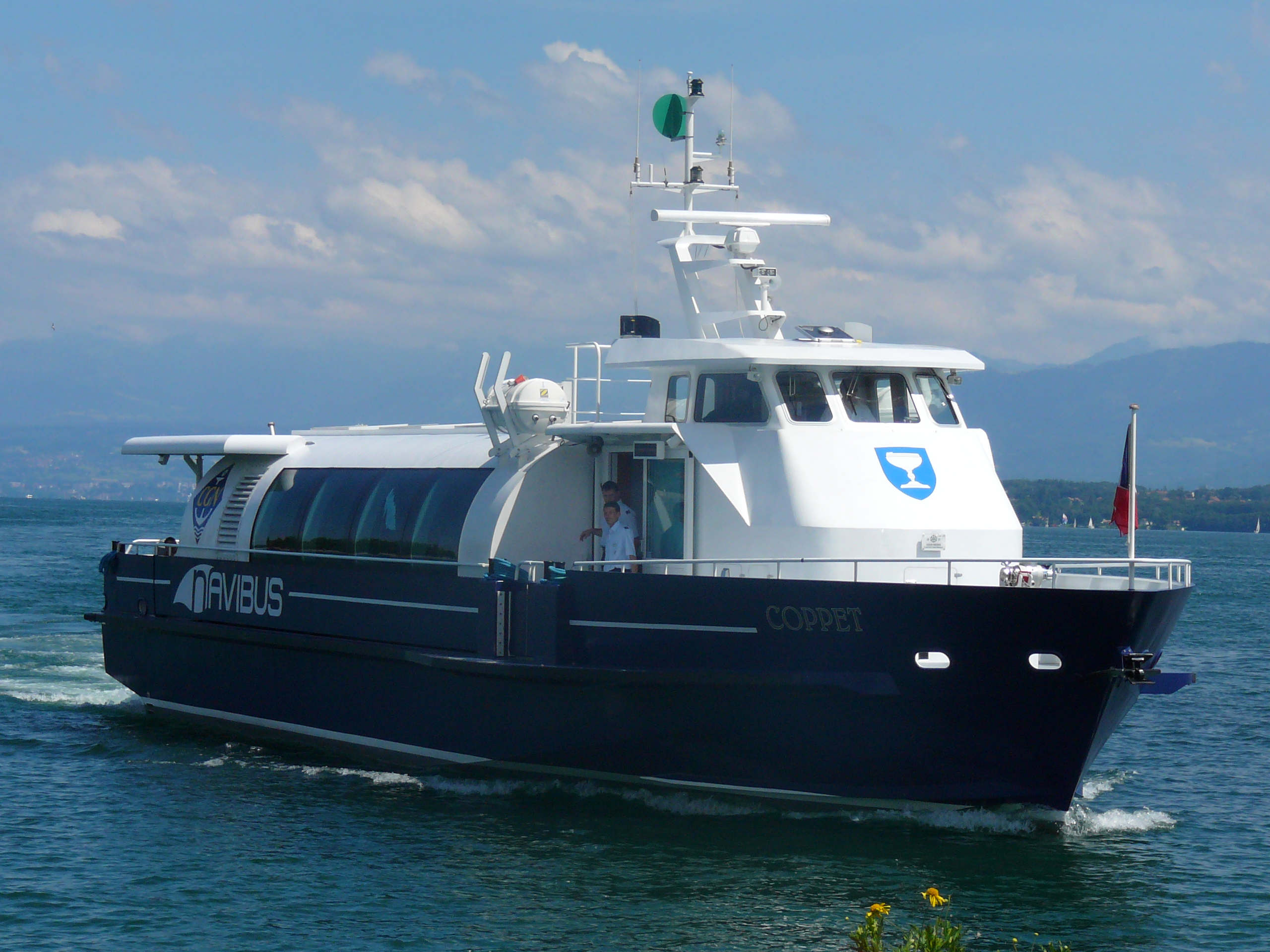
A Navibus "Coppet"
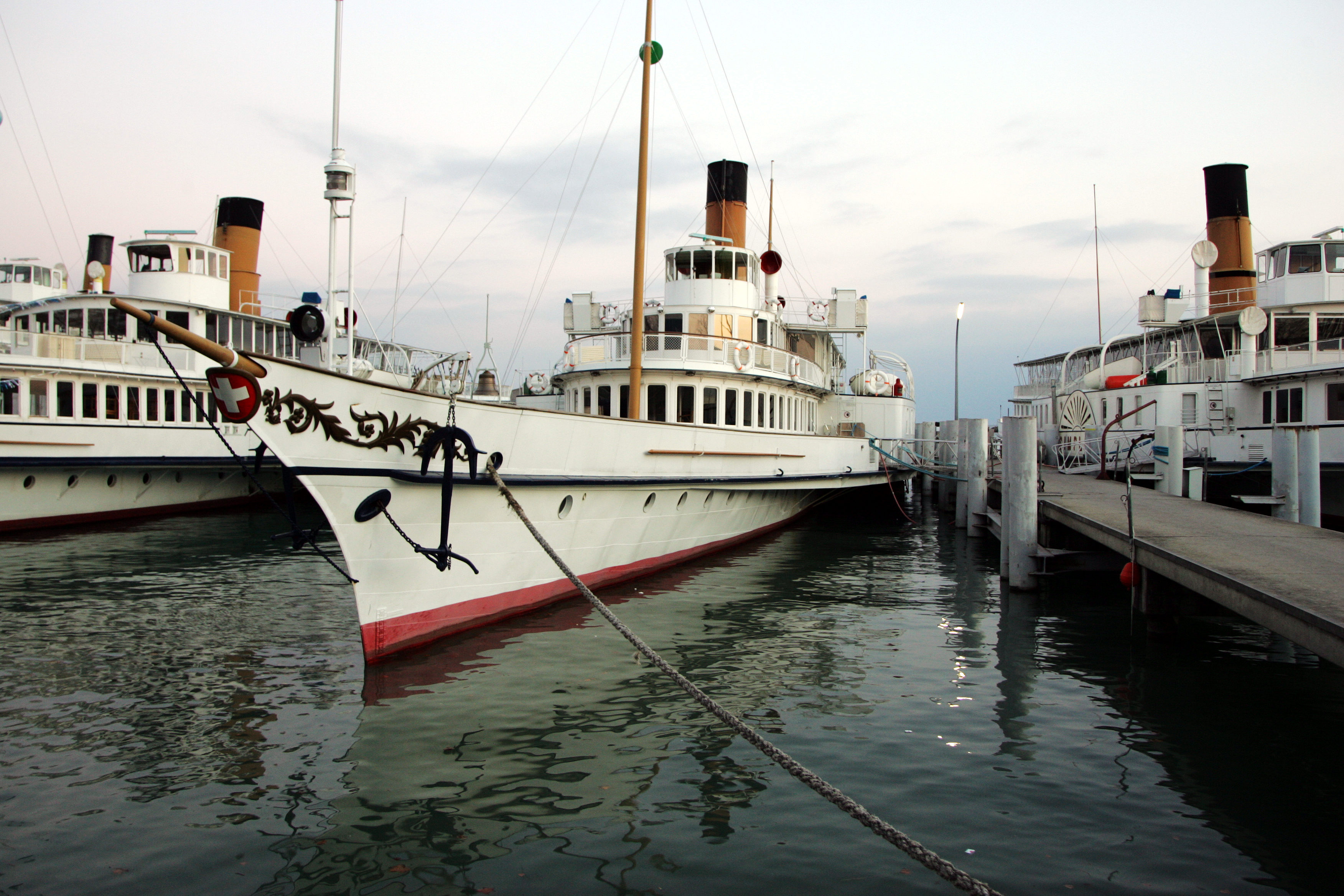
Nos estaleiros da CGN em Ouchy, Lausana
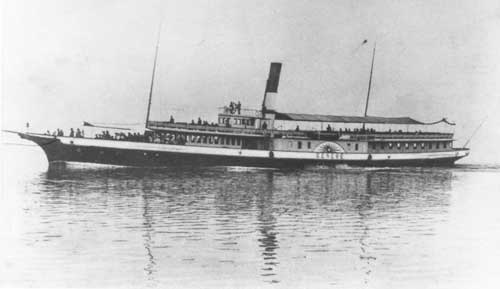
"Genève" em 1806
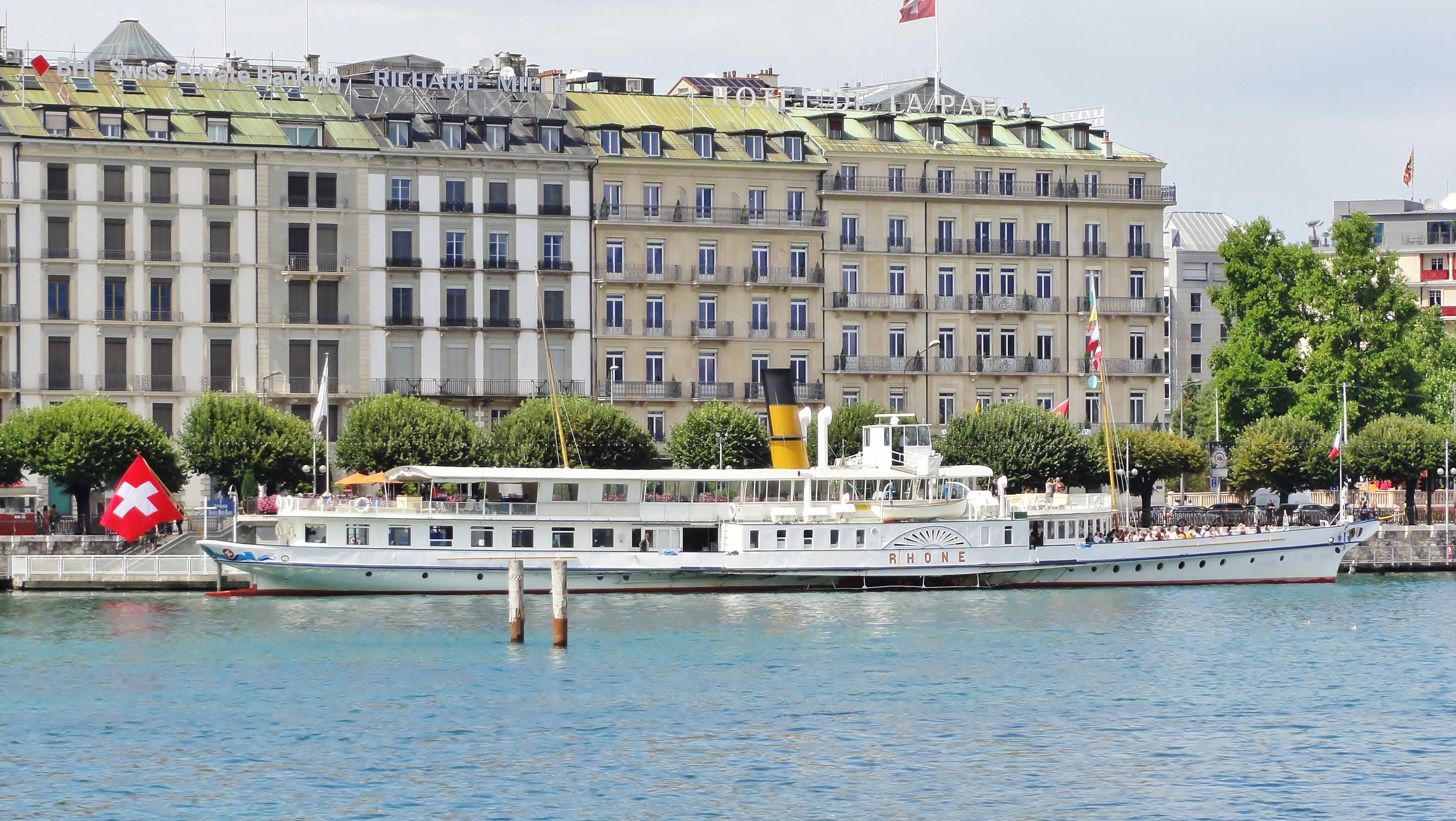
"Rhône" tipo Barcos a vapor com rodas de pás no Quai du Mont-Blanc do Lago Léman, Genebra